# Charaxes conjugens
Charaxes conjugens är en fjärilsart som beskrevs av Van Someren 1969. Charaxes conjugens ingår i släktet Charaxes och familjen praktfjärilar. Inga underarter finns listade i Catalogue of Life.